# Lucas Ribeiro (político)
Lucas Ribeiro Novais de Araújo (João Pessoa, 15 de agosto de 1989) é um advogado e político brasileiro. Atualmente é vice-governador da Paraíba e presidente municipal do Progressistas de Campina Grande.  
Lucas Ribeiro foi vereador de Campina Grande entre os anos de 2017 e 2020. Como parlamentar foi autor de 269 matérias, com foco em projetos de lei voltados à causa da inclusão de pessoas com deficiência e doenças raras. Foi também Secretário Municipal de Ciência, Tecnologia e Inovação (2019-2020) e vice-prefeito da cidade (2021 -2022).

## Biografia
É filho da senadora da República pela Paraíba, Daniella Ribeiro e neto do ex-deputado federal pela Paraíba e ex-prefeito de Campina Grande, Enivaldo Ribeiro. Lucas Ribeiro é casado com a advogada Camila Mariz, com quem tem dois filhos.
Bacharel em Direito pelo Centro Universitário Unifacisa (2013), Lucas Ribeiro é especialista em Indústria e Saúde 4.0 pela Universidade de Deusto (Espanha), Mestre em Desenvolvimento Regional (2020) pela Universidade Estadual da Paraíba (UEPB) e em Liderança e Gestão Pública (2024) pelo Centro de Liderança Pública (CLP).

## Trajetória política
Em 2016, Lucas Ribeiro foi candidato ao cargo de vereador na cidade de Campina Grande pela primeira vez. Nesta eleição, com 27 anos, obteve 2.877 votos. No ano seguinte, em 2017, tomou posse como vereador.
Após mais de 2 anos de atuação como vereador, em abril de 2019, Lucas Ribeiro assumiu o cargo de secretário municipal de Ciência, Tecnologia e Inovação de Campina Grande.
Em junho de 2020, Lucas Ribeiro se desincompatibilizou do cargo de secretário de Ciência, Tecnologia e Inovação, atendendo ao prazo da Justiça Eleitoral do Brasil para pré-candidaturas e tomou posse novamente como vereador na Câmara Municipal de Campina Grande.
Em 2020, foi eleito no 1º turno vice-prefeito de Campina Grande ao lado de Bruno Cunha Lima.
Em 2022, Lucas Ribeiro é anunciado como candidato ao cargo de vice-governador da Paraíba, na chapa liderada pelo governador João Azevêdo. O fato motivou o rompimento entre o grupo dos Ribeiro, que Lucas integra, e dos Cunha Lima, do qual faz parte o prefeito de Campina Grande.
No segundo turno das eleições 2022, Lucas Ribeiro é eleito vice-governador da Paraíba ao lado de João Azevêdo (reeleito), cargo que ocupa atualmente. Lucas Ribeiro é o vice-governador mais jovem do Brasil.

## Projetos
Dentre os projetos defendidos por Lucas Ribeiro na Câmara Municipal de Campina Grande estão o Projeto de Lei nº 183/2017, que dispõe sobre matrícula para aluno com deficiência e portador de doença rara em escola pública municipal mais próxima de sua residência; o Projeto de Lei nº 366/2017, que objetiva a obrigatoriedade da inserção do intérprete da Língua Brasileira de Sinais (Libras) em todos os eventos profissionais acadêmicos e escolares privados e eventos públicos oficiais da Prefeitura Municipal de Campina Grande, e o Projeto de Lei nº 141/2018, que institui a Política Municipal De Ciência, Tecnologia e Inovação de Campina Grande.
Como secretário municipal de Ciência, Tecnologia e Inovação, Lucas conseguiu implantar projetos como o Ciência na Rua; o Espaço 4.0 e o Espaço Digital. Ainda em 2020, Lucas Ribeiro anunciou a construção de uma nova estrutura para a Fundação Parque Tecnológico da Paraíba localizado em Campina Grande (PB), com verbas oriundas de emendas da senadora Daniella Ribeiro e do Ministério da Ciência, Tecnologia e Inovações (MCTIC).